# Ludmila Melková-Ondrušová
Ludmila Melková–Ondrušová, křtěná Ludmila Marie (22. dubna 1897 Opava – 4. září 1955 Praha) byla slezská malířka.

## Životopis
Narodila se v rodině učitele Vinzenze Ondruše (*1868) z Kylešovic a Veroniky Ondrušové-Moslerové (1870); pokřtěna byla Ludmila Marie. Měla bratra Bořivoje Ondruše (*1895). Provdala se za akademického malíře Jaroslava Melku (1895 – 9. 12. 1968), měli spolu dceru Danušu.
Studovala Uměleckoprůmyslovou školu v Praze, potom Akademii výtvarných umění u profesora Vratislava Nechleby. S manželem podnikla studijní cesty do Francie, Itálie, Španělska, Korsiky, Dalmácie, Srbska, Makedonie.
Byla malířka figurální a krajinářka, malířka portrétů, kompozic, žánrových obrazů, že života prostých lidí, slavností, cirkusů, přístavů a práce. Malovala oleje, akvarely, kolorované úhlové kresby.
Bydlela v Praze I, na adrese Pařížská 6.

## Dílo
... v portrétu byl její výtvarný projev nejpřesvědčivější. Obratně dokázala postihnout psychologii a náladu portrétovaných. Její stylový rukopis vykazuje poučení z impresionismu, nikdy ovšem nepronikla do poloh experimentální práce s plastičností, barvou nebo radikální stylizací figury.
Jaroslav Michna, https://en.isabart.org/person/3685

### Výstavy
1. 1921: Topičův salon Praha
2. 1922/04/25–1922/05/19: Jaroslav Melka a Ludmila Melková-Ondrušová: Souborná výstava, Topičův salon Praha
3. 1923/12–1924/02: II. výstava uměleckého průmyslu československého, Uměleckoprůmyslové museum, Praha
4. 1923: Opava
5. 1925: Paříž
6. 1925: Mezinárodní výstava Benátky
7. 1925: Umělecká beseda Praha
8. 1927/05–1927/06: Členská výstava Umělecké besedy (UB), Obecní dům, Praha
9. 1928: Československé výtvarné umění 1918–1928, Brno
10. 1933/04/28–1933/07/25: Jubilejní výstava UB 1933, Obecní dům, Praha
11. 1937/04/18–1937/08/31: II. Zlínský salon, Studijní ústav, Zlín
12. 1938/04/24–1938/08/31: III. Zlínský salon, Studijní ústav, Zlín
13. 1939/11/12–1939/12/15: Národ svým výtvarným umělcům, Praha
14. 1940/05/10–1940/06/02: Matka, dítě, rodina ve výtvarném umění, Pavilon ve Smetanových sadech, Olomouc
15. 1940/12/01–1941/01/05: Národ svým výtvarným umělcům, Praha
16. 1942/01/20–1942/02/20: Národ svým výtvarným umělcům, Praha
17. 1943/01/23–1943/02/28: Umělci národu 1943, Praha
18. 1945/12: Členská výstava Umělecké besedy, Obecní dům, Praha
19. 1946/02: Český národ Rudé armádě,
20. 1946/06: Lída Melková, Jaroslav Melka, Houškův umělecký salon, Praha
21. 1946: Svaz Českého díla a Hollar, Praha
22. 1949: Květina osvěžením pracující ženy: Výstava obrazů a užitého umění českých a moravských výtvarných umělkyň, Muzeum, Uherské Hradiště
23. 1949: Květina osvěžením pracující ženy: Výstava obrazů a užitého umění českých a moravských výtvarných umělkyň, Dům umění, Olomouc
24. 1949/09/09–1949/10/03: Výtvarník mezi horníky, Slovanský ostrov, Praha
25. 1950/12/18–1951/01/15: Výtvarná úroda 1950, Dům výtvarného umění, Praha
26. 2008/11/27–2009/03/15: Artěl, Umění pro všední den 1908–1935 – Artěl, Art for Everyday Use, Uměleckoprůmyslové museum, Praha
27. 2018/09/26–2019/01/06: Černá země? Mýtus a realita 1918–1938, Dům umění, Ostrava

### Katalogy
- 1922: Souborná výstava J. Melky a L. Melkové-Ondrušové
- 1923: II. výstava uměleckého průmyslu československého
- 1925: Členská výstava Umělecké besedy
- 1927: Členská výstava Umělecké besedy
- 1928: Československé umění na výstavě soudobé kultury v Brně
- 1933: Jubilejní výstava Umělecké besedy 1933
- 1937: II. Zlínský salon (Seznam vystavených děl)
- 1938: III. Zlínský salon
- 1940: Matka – Dítě – Rodina ve výtvarném umění
- 1940: Národ svým výtvarným umělcům
- 1940: Národ svým výtvarným umělcům v Praze 1940
- 1942: Národ svým výtvarným umělcům v Praze
- 1943: Umělci národu – Künstler dem Volke (Výstava soudobého umění v Praze – Ausstellung Zeitgenössischer Kunst)
- 1946: Český národ Rudé armádě (Seznam děl výtvarného umění věnovaných českými umělci Rudé armádě z vděčnosti za osvobození a odevzdaných k výročnímu dni založení Rudé armády 23. února 1946)
- 1949: Květina osvěžením pracující ženy (Výstava obrazů a užitého umění českých a moravských výtvarných umělkyň)
- 1949: Výtvarník mezi horníky
- 1950: Výtvarná úroda 1950
- 2009: Artěl (Umění pro všední den 1908–1935)
- 2018: Černá země? (Mýtus a realita 1918–1919)

### Obrazy
1. Jihofrancouzská krajina
2. Domky ve skalách (Korsika)
3. Železný domek (Paříž)
4. Slavnost v Montreile
5. Velký portrét dětí
6. Portrét malíře (Paříž 1927)
7. Cesta z Arpajou
8. Vlastní podobizna
9. Splav
10. Italská krajina
11. La Corniche (Marseile)
12. Autoportrét s dceruškou
13. Paříž za branou
14. Au Chalet rouge
15. Z malého cirku
16. Zelený domek
17. Podobizna notáře dr. Slavíka
18. Španělka
19. Podobizna děcka
20. Slavnost na pařížském předměstí
21. Vzpomínka na Korsický záliv
22. Na Labské tůni: olej, 48 cm × 63 cm
23. Jaro na předměstí: olej, 55,5 cm × 72 cm
24. Kytice s oranžovou lilií: olej, karton, 46 cm × 36 cm, signováno PD L. Melková, poškozený rám
25. Hrající si děti: olej, lepenka, 95 cm × 70 cm, s novějším rámem 111 cm × 87 cm, signováno v PD
26. Pískaři na lodi: olej, lepenka, 50 cm × 40 cm, lepenka zvlněná, s původním zlaceným rámem 62 cm × 52 cm, signováno v PD
27. Z jižní Francie: olej, karton, 20 cm × 14 cm, v masivním mírně poškozeném rámu, 44 cm × 39 cm, na zadní straně záruční štítek se záznamem o vystavení roku 1929 a popisem obrazu
28. Portrét Romana Bonharda: olej, plátno, dřevěný rám 99,5 cm × 49,5 cm, signováno 1947
29. Chlapec s kočkou: olej, plátno, 65 cm × 50 cm, signováno PD Melková, nerámováno

Obrazy 1–9
Obrazy 7-21

### Vyznamenání
- 1. cena ve škole profesora Nechleby, 1919
- Turkova cena města Prahy, 1927
- Cena za umělecky nejcennější portrét ČSR, 1929

## Galerie

Dětský portrét  (olej na plátně)
Skály u moře (olej na plátně fixovaném na kartonu)
Ráno v Paříži na předměstí (olej na plátně)
Chlapec s kočkou (olej na plátně)
Na Labské tůni (olej na plátně)
Jaro na předměstí  (olej na plátně)